# Diagnostyka różnicowa
Diagnostyka różnicowa, rozpoznanie różnicowe – postępowanie diagnostyczne mające na celu określenie stanu zdrowia jednostki lub populacji oraz czynników powodujących ten stan.
Istotą procesu diagnostyki różnicowej jest ocena prawdopodobieństwa, że dany objaw kliniczny (dana grupa objawów klinicznych) występuje w odnośnej chorobie. Stopniowo eliminuje się hipotezy najmniej prawdopodobne i w miarę potrzeby zleca nowe badania.  Procedura ta trwa do momentu postawienia satysfakcjonującej (najbardziej prawdopodobnej) diagnozy. Stwierdzenie objawu patognomonicznego może przesądzić o wczesnym rozpoznaniu.